# Sorcerer's Apprentice
Sorcerer's Apprentice conocido como Aprendiz del Brujo, es un Videojuego de Lógica, fue lanzado para Atari 2600 en 1983 en Estados Unidos. Este juego fue basada en el segemento de Fantasia de Disney, El Aprendiz del Brujo.
- Datos: Q3491151